# Killisick
Killisick – wieś w Anglii, w hrabstwie Nottinghamshire, w dystrykcie Gedling. Leży 7 km na północny wschód od miasta Nottingham i 178 km na północ od Londynu. Miejscowość liczy 2709 mieszkańców.